# DMX (rapper)
 For alternative betydninger, se DMX. (Se også artikler, som begynder med DMX)
Earl Simmons — bedre kendt som DMX (forkortelse for Dark Man X) – (født 18. december 1970 i Mount Vernon, i New York, død 9. april 2021 i White Plains) var en amerikansk rapper og skuespiller. Han var specielt populær i USA i slutningen af 1990'erne og de tidlige 2000'ere for sin rapmusik. Simmons har også medvirket i en række film, heriblandt Cradle 2 the Grave og Romeo Must Die. Han opnåede aldrig den store kommercielle succes i Skandinavien og er af denne grund også relativt ukendt i Danmark. Blandt hans mest succesfulde sange er "X Gonna Give It to Ya", "Ruff Ryders' Anthem", "Where the Hood At?" og "Fuck All Day Fuck All Night".
DMX har udgivet syv album, der tilsammen har solgt i over 30 millioner eksemplarer. 
Som det andet barn ud af tre voksede Simmons op i et socialt boligbyggeri på School Street i Yonkers, New York. Som 13-årig begyndte han at hengive sig til rap og human beatbox med det formål at tjene penge til sin familie, der på det tidspunkt var svært stillet. I teenageralderen fik han konstateret maniodepressiv sindslidelse, og hans ustabile tilstand førte blandt andet til en række fængselsdomme fra hans sene teenageår til tidlige voksenliv. 30. januar 2009 blev han yderligere idømt 90 dages fængsel for dyremishandling, tyveri, besiddelse af narkotika og fartoverskridelse.
DMX døde den 9. april 2021 af hjertestop, der mistænkes at være en følge af en overdosis.[kilde mangler]

## Diskografi
- It's Dark And Hell Is Hot (1998)
- Flesh Of My Flesh, Blood Of My Blood (1998)
- ...And Then There Was X (1999)
- The Great Depression (2001)
- The DMX Files (Greatest Hits) (2002)
- Grand Champ (2003)
- Year of the Dog...Again (2006)
- The Definition of X: The Pick of the Litter (2007)

## Filmografi
- Belly
- Cradle 2 the Grave
- Romeo Must Die
- Exit Wounds
- Never Die Alone
- Last Hour